# Sigrid Beuting
Sigrid Beuting (* 1957 in Haldern) ist eine deutsche Künstlerin und Kunstvermittlerin. Beuting arbeitet als Bildhauerin, Malerin, Grafikerin und Choreografin.

## Leben
Sigrid Beuting wurde im Jahr 1957 im nordrhein-westfälischen Haldern, heute ein Stadtteil von Rees geboren. Zwischen 1977 und 1983 absolvierte sie ein Kunststudium an den Universitäten Duisburg und Essen. Zwischen 1983 und 1997 hatte sie einen Lehrauftrag an der Mercator-Universität Duisburg inne und bildete Lehramtsstudenten im Fach Kunst aus. Im Jahr 1984 erhielt Beuting im Rahmen des Künstleraustausches zwischen der Stadt Duisburg und dem Künstlerverband der UdSSR ein Kunst-Studien- und Arbeitsstipendium, das sie nach Moskau, Leningrad und Aschchabad führte.
1986 wurde sie 2. Preisträgerin des Max-Ernst-Stipendiums Brühl. 1990 folgte im Rahmen des Künstleraustausches ein Studien- und Arbeitsstipendium in Großbritannien. Beuting arbeitete in dieser Zeit in der Duisburger Partnerstadt Portsmouth. 2002 absolvierte Beuting ein Turm-Stipendium der Stadt Geldern. 2006 wurde Beuting mit dem Kunstpreis Wesseling ausgezeichnet. 2011 war sie Teil des Bildhauersymposiums Stadthagen, das mit einem Stipendium verbunden war.
Neben ihrer Tätigkeit als bildende Künstlerin begann Beuting bereits in den 1980er Jahren ein Studium des Modern Jazz,  Tanztheaters, des Afrikanischen und des Orientalischen Tanzes. Anfang der 2000er Jahre war sie deshalb auch als Dozentin von Tanzkursen in verschiedenen Volkshochschulen tätig, darunter der Volkshochschule Duisburg. 2010 folgte ein Studium des zeitgenössischen Tanzes unter anderem bei Tamara McLorg und Josef Eder. Beutings Atelier befindet sich in Duisburg-Baerl.

## Mitgliedschaften
- seit 1989: Duisburger Künstlerbund
- seit 1996: Bundesverband Bildender Künstler
- seit 2004: Gemeinschaft der Künstlerinnen und Kunstförderer e. V. Niederrhein-Ruhr

## Werke (Auswahl)
Sigrid Beuting erarbeitete Performances und war Teil von Gemeinschaftsausstellungen und Symposien. 1995 erarbeitete sie zusammen mit dem togolesischen Künstler Sokey Edorh mit Unterstützung des Auswärtigen Amtes die Ausstellung „Afrika und Europa im Dialog“. Daneben trat Beuting immer wieder auch mit Kooperationen hervor. So 2002 im „Kunst-Musik-Lyrik-Dialog“ mit dem Duisburger Jazz-Pianisten Achim Jaroschek. Darüber hinaus prägen integrative und pädagogische Kunstprojekte mit Kindern und Jugendlichen die Arbeiten Beutings.
Arbeiten Beutings befinden sich heute teilweise in öffentlichen Museen und Sammlungen, darunter dem Lehmbruck Museum Duisburg und der Kunstsammlung der Stadt Geldern.
Ausstellungen
- 1983: Galerie Flatland, Utrecht
- 1985: Zentrale Kunsthalle, Moskau
- 1985/1986: Staatl. Museum Litauen, Vilnius
- 1988: Staatl. Kunstmuseum, Almaty
- 1990/1991: City Museum, Portsmouth
- 2002: Lehmbruck Museum, Duisburg
- 2004: Cubus Kunsthalle, Duisburg
- 2008: Museum Küppersmühle für Moderne Kunst, Duisburg
- 2009: Zeche Zollverein, Essen
- 2010: Turbinenhalle, Bochum
- 2010: Multicultural Centre, Perm
- 2010: SwanHall Gallery, Pécs